# Nowe Osieczno
Nowe Osieczno – osada w Polsce położona w województwie wielkopolskim, w powiecie czarnkowsko-trzcianeckim, w gminie Krzyż Wielkopolski.